# Spike (pocisk)

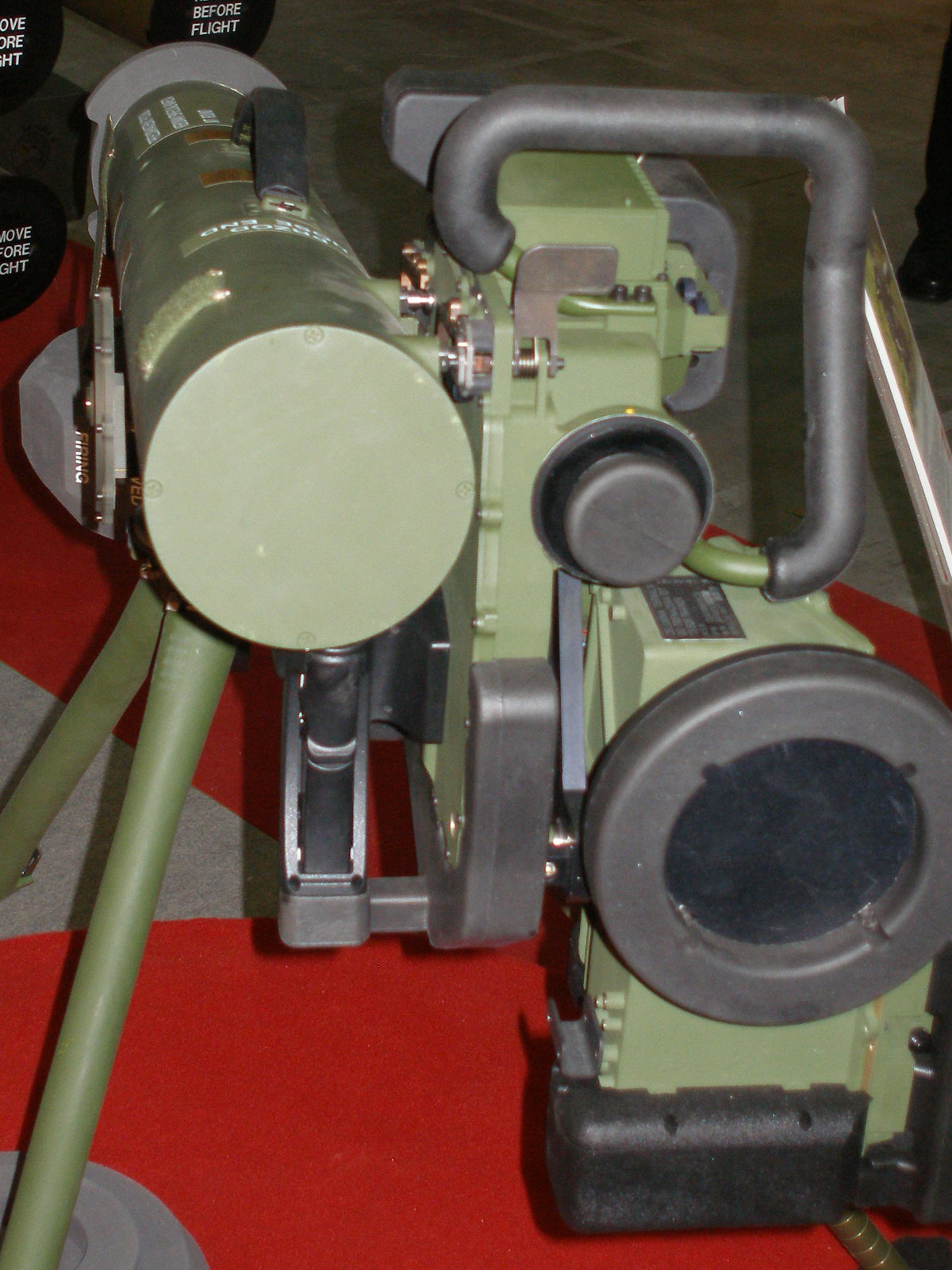
Spike MR

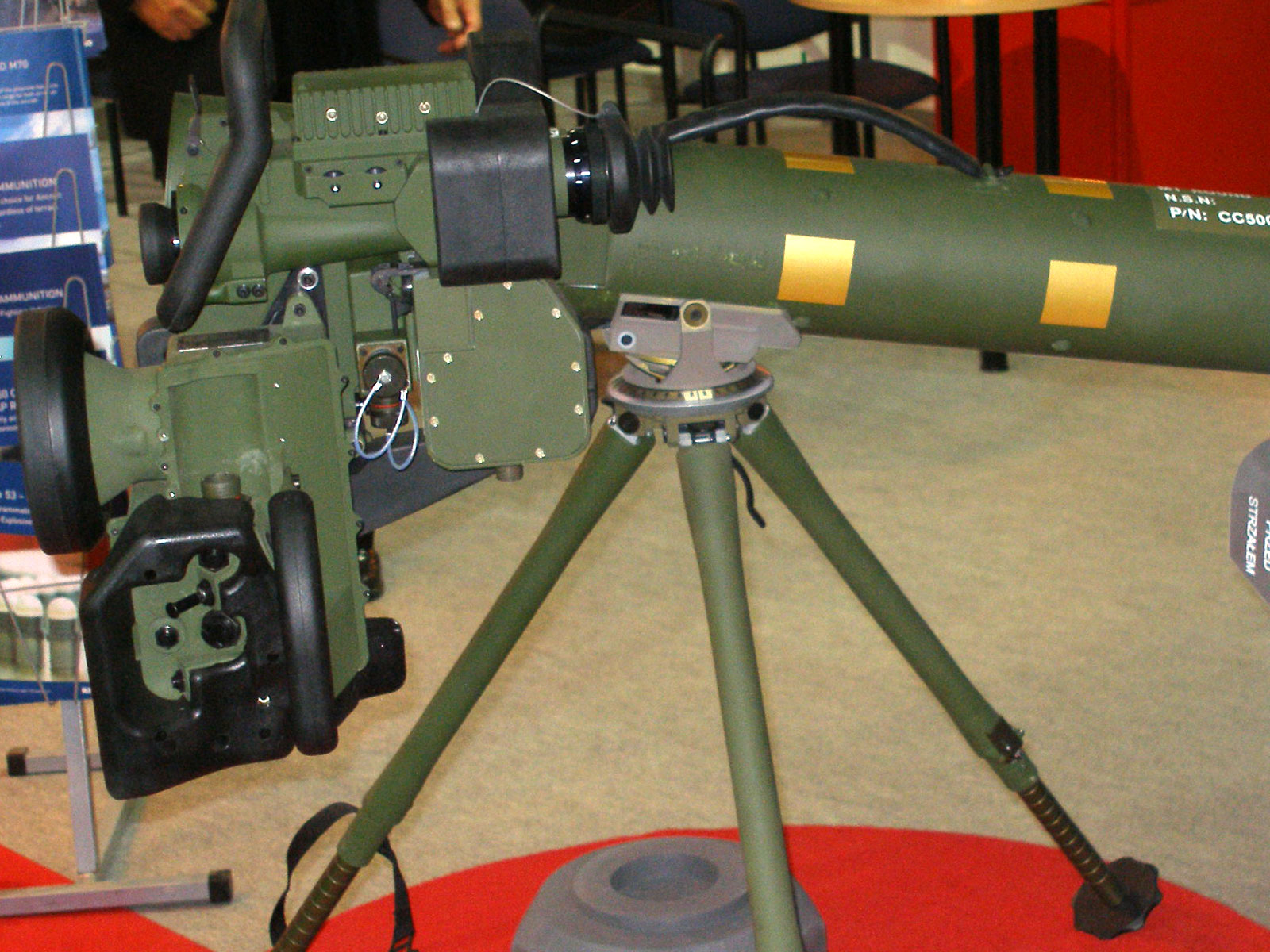
Spike MR

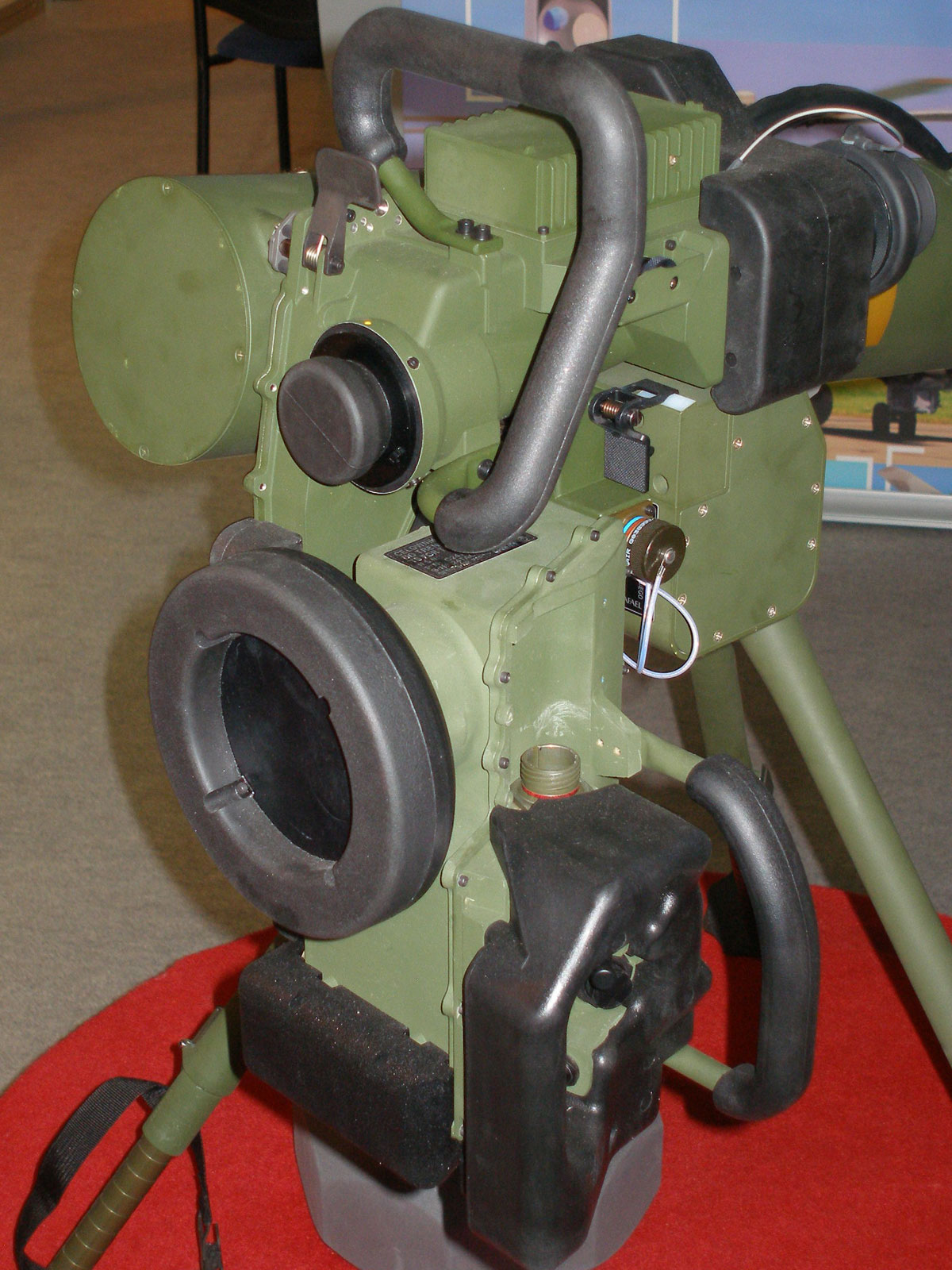
Spike MR

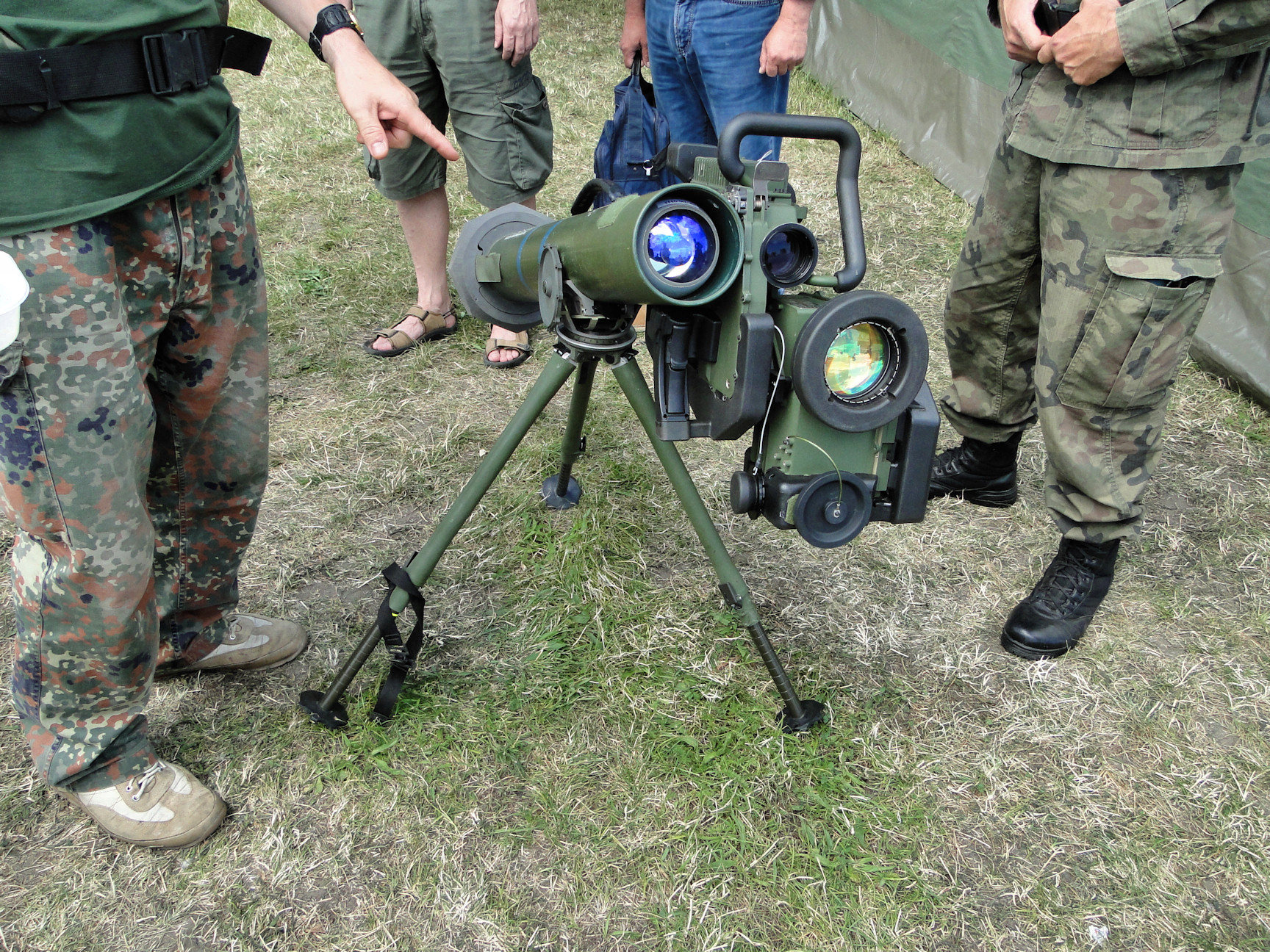
Spike

Spike – zaliczany do broni precyzyjnego rażenia przeciwpancerny pocisk rakietowy opracowany przez Rafael Advanced Defense Systems. W 2004 roku system Spike wygrał przetarg na uzbrojenie dla Wojska Polskiego. Jego produkcję licencyjną z wykorzystaniem podzespołów polskich i izraelskich uruchomiono w zakładach Bumar Amunicja w Skarżysku-Kamiennej. Użycie tego pocisku w polskiej armii planowane jest na najbliższe 25-30 lat. Cena jednego pocisku to około 100 tys. dolarów.

## Konstrukcja
Przeciwpancerny pocisk kierowany Spike został skonstruowany specjalnie pod kątem wymagań sił lekkich, a więc połączenia wysokiej skuteczności z niewielką masą systemu, który może przenosić dwuosobowa obsługa (wyrzutnia i dwa pociski). Spike należy do broni „odpal i zapomnij” i sterowany jest przez układ samonaprowadzania z głowicą DUAL z kamerami: telewizyjną CCD oraz termowizyjną IIR, pracującą w zakresie 3–5 μm. W trybie "odpal i zapomnij" zasięg wynosi 2,5 km. Możliwy jest także, dzięki łączu światłowodowemu między pociskiem i wyrzutnią, tryb ataku „odpal i koryguj”. Polega on na tym, że przy strzelaniu na większy dystans operator obserwuje przesyłany światłowodem obraz z kamery w lecącym pocisku i wskazuje cel, gdy znajdzie się on w polu obserwacji. Możliwe jest dzięki temu prowadzenie ognia do celów za zasłonami terenowymi, zmiana punktu celowania czy zmiana celu. Pozwala to także uniknąć pomyłkowego trafienia własnego sprzętu.
Pocisk wyposażony jest w tandemową głowicę kumulacyjną, w której tzw. prekursor zapewnia przebicie pancerza reaktywnego, zaś ładunek główny 700 mm zasadniczego pancerza stalowego. Jest to w zupełności wystarczające, ponieważ pocisk atakuje cel od góry, a tam pancerz zawsze jest zdecydowanie cieńszy niż w innych miejscach wozu. Napęd zapewniają dwa silniki rakietowe (startowy oraz marszowy) na stały bezdymny materiał pędny, choć na polskich poligonach okazało się, że podczas złej pogody wytwarzają smugę kondensacyjną.

## Możliwości przenoszenia
Wyrzutnia może być montowana na trójnogu (wariant przenośny) lub na lekkim pojeździe (np. HMMWV), na wozach bojowych – m.in. planowana jest na KTO Rosomak, bwp BWP-RCWS-30 projektowane były specjalne wyrzutnie, czego jednak jeszcze nie sfinalizowano. W wariancie przenośnym i na lekkich pojazdach, w skład zespołu wyrzutni wchodzi pojemnik-kontener startowy z ppk oraz zespół kierujący CLU z celownikami dziennym oraz nocnym (noktowizor), układem zasilania i schładzania głowicy termowizyjnej.

## Parametry
| Masa pocisku w zasobniku                 | 13,3 kg             |
| Długość zasobnika                        | 1200 mm             |
| Średnica pocisku                         | 115–120 mm          |
| Rozpiętość stateczników                  | 350 mm              |
| Średnica prekursora                      | ok. 50 mm           |
| Średnica głównego ładunku kumulacyjnego  | ok. 103 mm          |
| Masa głównego ładunku kumulacyjnego      | ok. 2 kg            |
| Szacowana przebijalność                  | >700 mm             |
| Masa zespołu kierującego CLU             | 5 kg                |
| Masa dołączonego celownika IIR           | 4 kg                |
| Masa baterii                             | 1 kg                |
| Masa kompletnego CLU                     | 10 kg               |
| Masa trójnogu                            | 3 kg                |
| Masa całego systemu                      | 26,4 kg             |
| Zasięg skuteczny                         | 200–4000 m          |
| Średnia prędkość                         | 160 m/s             |
| Czas osiągnięcia gotowości bojowej       | <30 s               |
| Czas przeładowania wyrzutni              | <15 s               |
| Powiększenie celownika dziennego         | ×10                 |
| Powiększenie celownika termalnego        | wąskie i szerokie   |
| Zakres pracy celownika i głowicy IIR     | 3–5 μm              |
| Czas pracy baterii                       | ok. 1 h             |
| Zakres temp. prawidłowego funkcjonowania | od -35 °C do +55 °C |
| Czas osiągnięcia celu w odległości 4 km  | 26 s                |

## Wersje
- Spike SR – krótkiego zasięgu (ang. short range), zasada działania – wystrzel i zapomnij, zasięg 50 m – 1 km, masa systemu 9 kg, wersja lekka, przystosowana do użycia przez piechotę na krótszych dystansach np. do walki w miastach
- Spike MR – średniego zasięgu, wystrzel i zapomnij, zasięg 200 m – 2,5 km, możliwe strzelanie z wyrzutni naramiennej lub z trójnogu
- Spike LR – dalekiego zasięgu (ang. long range), w porównaniu z MR, posiada dodatkowy, drugi tryb naprowadzania, umożliwiający działanie w trybie wystrzel, zapomnij, koryguj, większy zasięg: 200 m – 4 km
- Spike ER (NTD) – dalekiego zasięgu, w porównaniu z systemem LR, dodatkowy trzeci tryb naprowadzania – odpal i steruj, zasięg 400 m – 8 km, strzelanie możliwe również z trójnogu, ale pocisk przeznaczony jest głównie do montowania na pojazdach i śmigłowcach
- Spike NLOS (Non Line Of Sight) – wersja z większym pociskiem o zasięgu 25 km i masie całkowitej ok. 70 kg przeznaczona do montażu na wozach bojowych oraz śmigłowcach.
- Spike LR II – o zasięgu zwiększonym do 5,5 kilometra przy odpalaniu z wyrzutni przenośnej (przystosowany także do odpalania ze statków powietrznych) i o zwiększonej przebijalności[2].

## Elementy pocisku
- Głowica naprowadzania
  - z kamerą dzienną
  - z kamerą termowizyjną (zastosowanie dzienno-nocne)
  - z dwoma kamerami: dzienną i termowizyjną (nazwa pocisku: 'Dual')
- Blok kierowania
- Wstępna głowica kumulacyjna (prekursor)
- Główna głowica kumulacyjna
- Silnik startowy (używany w początkowej fazie wystrzelenia pocisku)
- Silnik marszowy (główny)

## Wprowadzenie pocisku w Polsce

### Powody wprowadzenia
W latach 90. Wojsko Polskie stanęło przed problemem modernizacji swego systemu obrony przeciwpancernej, opartego dotąd na lufowej artylerii przeciwpancernej, przeciwpancernych pociskach kierowanych I i II generacji oraz działach bezodrzutowych i granatnikach przeciwpancernych. Środki te w większości były już przestarzałe i nieskuteczne wobec opancerzenia współczesnych czołgów podstawowych, a nawet niektórych bojowych wozów piechoty, szczególnie tych których pancerz został wzmocniony tzw. pancerzem reaktywnym, zmniejszającym skuteczność oddziaływania głowic kumulacyjnych.

### Przetarg
W sierpniu 2001 r. Zakłady Metalowe Mesko S.A. ze Skarżyska Kamiennej, jedyny w Polsce producent kierowanych pocisków rakietowych (m.in. ppk Trzmiel i Malutka) otrzymały od Departamentu Zaopatrywania Sił Zbrojnych polecenie przeprowadzenia przetargu na nowy ppk. Oferenci zgłaszać mieli swe propozycje na ppk dwóch kategorii: o zasięgu do 2,5 km (wyrzutnie przenośne) oraz o zasięgu 4-4,5 km (wyrzutnie na wieżach KTO-bojowych, samobieżnych niszczycielach czołgów i śmigłowców). Przystąpiły do niego firmy z Izraela, Rosji, Republiki Południowej Afryki, Szwecji i Unii Europejskiej. Ostatecznie werdykt komisji przetargowej został ogłoszony 26 lipca 2002 roku – zwycięzcą przetargu zostały pociski Spike-LR, izraelskiej firmy Rafael, które spełniły wszystkie wymagania taktyczno-techniczne i okazały się być wyraźnie lepsze od konkurentów, choć nie były wcale najtańsze. Przewaga techniczna i technologiczna nad konkurentami – szczególnie ze względu na nowatorski układ naprowadzania, umożliwiający działania w trybie „odpal i zapomnij” – oraz związana z tym wyższa skuteczność spowodowały, że mniejsza ilość droższych pocisków, ale o lepszych charakterystykach bojowych w takim samym stopniu pozwoli na zapewnienie skutecznej obrony przeciwpancernej, niż większa tańszych, ale mniej skutecznych. Ze względu na cechy konstrukcyjne rodziny Spike wybrano w obu kategoriach ten sam pocisk, który w zależności od trybu użycia może być wykorzystywany do zwalczania celów na odległościach do 2,5 km (Spike-MR w trybie „odpal i zapomnij”) oraz do 4-4,5 km (Spike-LR w trybie „odpal i koryguj”).
Ogłoszenie werdyktu komisji nie oznaczało automatycznego wprowadzenia pocisków Spike-MR/LR do uzbrojenia. Aby można było mówić o zakończeniu całej procedury należało zweryfikować charakterystyki pocisku podczas badań technicznych i prób poligonowych przeprowadzonych w Polsce oraz zakończyć negocjacje finansowe i offsetowe pomiędzy Rafaelem i ZM Mesko, co pozwoliłoby na podpisanie przez MON kontraktu z polskim producentem pocisku.

### Proces badań
Proces badań technicznych polscy specjaliści (m.in. z Wojskowej Akademii Technicznej, Wojskowego Instytutu Technicznego Uzbrojenia, Szefostwa Wojsk Rakietowych i Artylerii Dowództwa Wojsk Lądowych) rozpoczęli tuż po ogłoszeniu decyzji komisji i realizowali je w Izraelu oraz w ośrodkach polskich. Próby poligonowe pocisków odbywały się w Ośrodku Badań Dynamicznych WITU na poligonie Drawsko Pomorskie w listopadzie 2002 r., zaś właściwe strzelania 25 i 26 listopada 2002 r. Ich wynik był pozytywny i wykazały one wysoką skuteczność Spike'a w zróżnicowanych warunkach, także w nocy.

### Zakończenie negocjacji
Po zakończeniu negocjacji dotyczących finansowej strony przedsięwzięcia, offsetu oraz transferu technologii dla polskich firm, 29 grudnia 2003 r. zostały podpisane umowy między MON a PHZ Bumar/ZM Mesko S.A. oraz PHZ Bumar/ZM Mesko S.A. a firmą Rafael, normujące kwestie dostaw pocisków dla Wojska Polskiego oraz współpracy przemysłów Polski i Izraela przy ich produkcji.

### Dostawy dla Wojska Polskiego w latach 2004-2013
W latach 2004–2013 Wojsko Polskie otrzymało 264 przenośne wyrzutnie oraz 2675 rakiet, przewidywanych zarówno dla wyrzutni przenośnych, jak i dla przyszłego wyposażenia w ppk 96 kołowych transporterów opancerzonych Rosomak (po dwie wyrzutnie). Wartość to ok. 1,486 mld zł. Po pierwszych dostawach z Izraela, pociski były częściowo produkowane w Polsce – silnik startowy i marszowy, obie głowice bojowe, zbiornik ciekłego azotu i rurowy pojemnik transportowo-startowy produkowały ZM Mesko, które  realizowały także ich montaż końcowy oraz testowanie. Importowany był m.in. układ naprowadzania i wyrzutnie. Stopień „polonizacji” Spike'a miał wynieść ok. 20%. Koszt pocisku wynosi ok. 100 tysięcy USD.
Dwie pierwsze wyrzutnie z zapasem 20 pocisków trafiły z Izraela do Polski w sierpniu 2004 roku. Oficjalnie przekazano pocisk wojsku 20 listopada 2004 roku. 21 lutego 2005 roku nastąpiło pierwsze ćwiczebne odpalenie. Większa partia wyrzutni – 24 i 60 pocisków – została dostarczona w 2005 roku. Od 2006 roku dostarczano pociski i wyrzutnie zmodyfikowane, umożliwiające strzał bez widoczności celu, i z nowszą kamerą termowizyjną. W tym okresie wdrażano produkcję pocisków w zakładach Mesko, bazujących głównie na importowanych komponentach – pierwsze z nich wypróbowano z sukcesem w 2007 roku. Spike'i otrzymały na początku pododdziały 6 Brygady Powietrznodesantowej, a wśród nich 18 Batalion Powietrznodesantowy, gdzie wyrzutnie przewidziano do transportowania przez pojazdy HMMWV M1045A2. Kolejnymi jednostkami do których sukcesywnie miały trafiać kolejne partie Spike'ów to: 25 Brygada Kawalerii Powietrznej, 17 Brygada Zmechanizowana, 12 Brygada Zmechanizowana oraz 21 Brygada Strzelców Podhalańskich.

### Dostawy dla Wojska Polskiego w latach 2017 – 2020
Inspektorat Uzbrojenia podpisał umowę ze spółką Mesko na dostawę tysiąca przeciwpancernych pocisków kierowanych Spike, z opcją przyszłego wykorzystania ich także jako uzbrojenie kołowych transporterów opancerzonych Rosomak. Umowę, której przedmiotem jest dostawa w latach 2017 – 2020, 1000 szt. pocisków wraz z zestawami do prowadzenia badań starzeniowych pozwalających na wydłużenie okresu przydatności.

## Użytkownicy

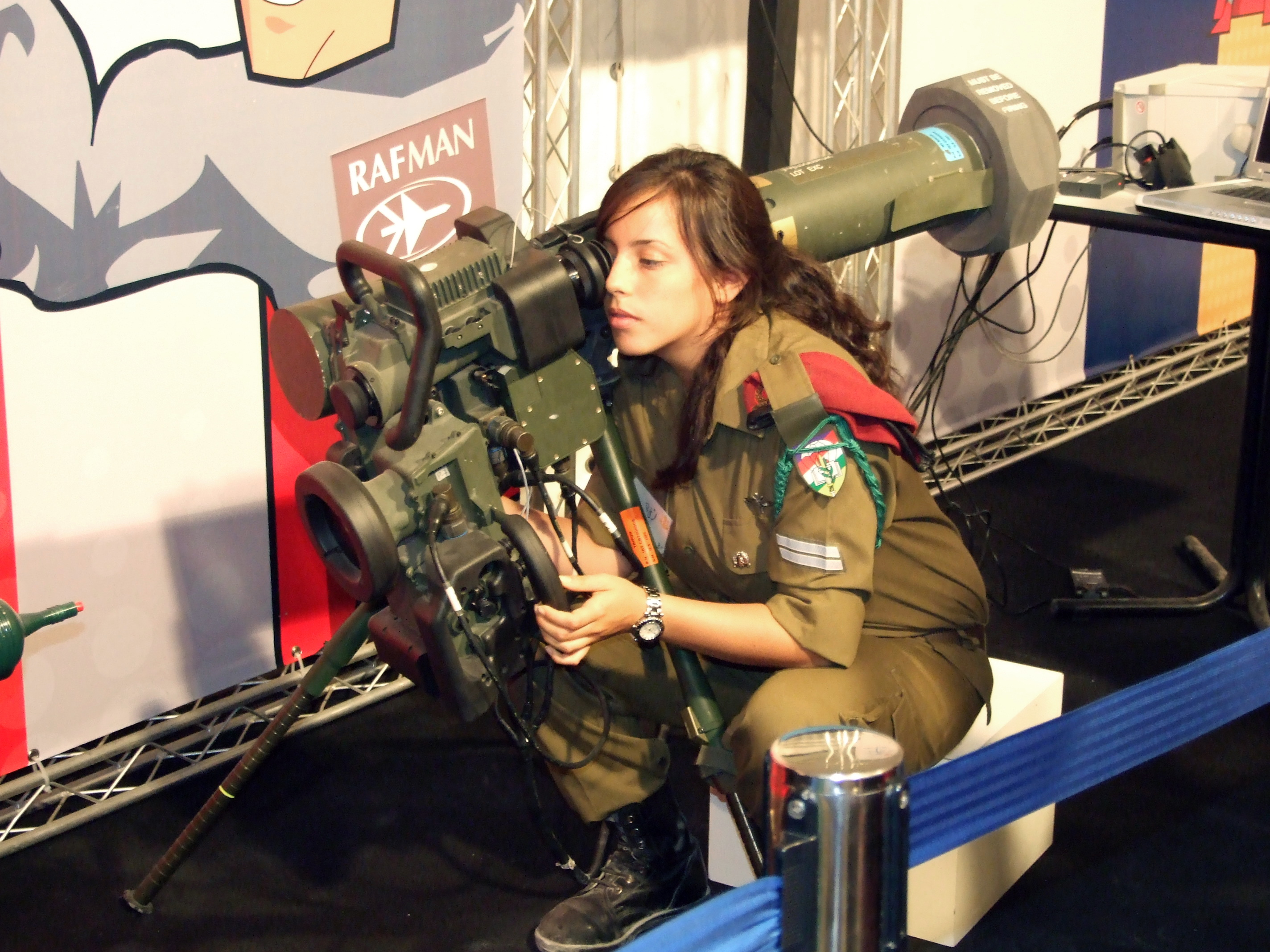

Pocisków Spike używają: Chile, Czechy, Finlandia, Hiszpania, Holandia, Izrael, Niemcy, Polska, Rumunia, Singapur, Włochy.